# Trypanalebra ziczac
Trypanalebra ziczac är en insektsart som först beskrevs av Henry Fairfield Osborn 1929.  Trypanalebra ziczac ingår i släktet Trypanalebra och familjen dvärgstritar. Inga underarter finns listade i Catalogue of Life.